# Малакаль (аэропорт)
Аэропорт Малакаль (англ. Malakal Airport) (ИАТА: MAK, ИКАО: HJMK) — аэропорт, обслуживающий город Малакаль в штате Верхний Нил в Южном Судане. Аэропорт расположен к северу от центра города, рядом с главным кампусом Университета Верхнего Нила. Малакаль находится недалеко от государственной границы с Суданом и Эфиопией.
Малакаль — меньший из двух международных аэропортов Южного Судана. Крупнейший, международный аэропорт Джубы, находится примерно в 521 км к югу он Малакаля.
Являясь частью Миссии Организации Объединенных Наций в Судане, аэропорт был основным плацдармом для операций Организации Объединенных Наций в Южном Судане и будет продолжать выполнять эту функцию в соответствии с новым мандатом Миссии Организации Объединенных Наций в Южном Судане.

## Характеристики
Аэропорт расположен на высоте 393 м над средним уровнем моря. У него есть одна взлетно-посадочная полоса, обозначенная как 05/23, с асфальтовым покрытием, размерами 2000 × 38 м.

## Авиакомпании и направления
Ниже представлен список авиакомпаний, выполняющих рейсы из аэропорта.